# Stempellinella fimbriata
Stempellinella fimbriata är en tvåvingeart som beskrevs av Ekrem 2007. Stempellinella fimbriata ingår i släktet Stempellinella och familjen fjädermyggor. Inga underarter finns listade i Catalogue of Life.